# Paul Manafort
Paul John Manafort, Jr., né le 1er avril 1949 à New Britain (Connecticut), est un avocat, consultant politique et lobbyiste américain. « Doreur d'image » (spin doctor), il dirige la campagne de Donald Trump pour l'élection présidentielle américaine de 2016 et est impliqué dans l'affaire du Russiagate.

## Biographie

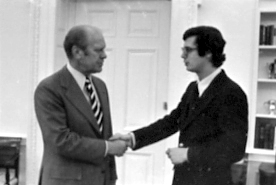
Paul Manafort et le président Gerald Ford en 1976.

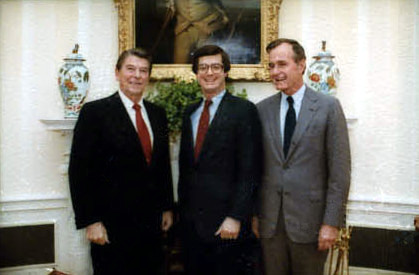
Paul Manafort avec Ronald Reagan et George H. W. Bush en 1982.

Il est un célèbre lobbyiste américain,. Il défend les intérêts des présidents Gerald Ford, Ronald Reagan et George H.W. Bush lors de leurs conventions d’investitures aux élections présidentielles.  
Au cours des années 1980, en tant que lobbyiste ou consultant, Manafort travaille notamment pour le compte de l'UNITA, le groupe rebelle angolais dirigé par Jonas Savimbi, pour le dictateur philippin Ferdinand Marcos ainsi que pour le dictateur zaïrois Mobutu Sese Seko.
Il est également conseiller de chefs d'État et de gouvernement comme Viktor Ianoukovytch ou Édouard Balladur lors de sa campagne présidentielle de 1995.
Au cours de l'année 2016, il est  embauché par Donald Trump, menacé par une stratégie d'appareil politique pour l'empêcher d'être candidat de son camp. Il devient son directeur de campagne et cela soulève des interrogations lorsque le procureur spécial Robert Mueller enquête dans le cadre de l'affaire du Russiagate,,,,.
En cours de campagne, il est remplacé par Steve Bannon.
Le 30 octobre 2017, le procureur spécial Robert Mueller annonce des poursuites judiciaires à l’encontre de Paul Manafort et de son associé Rick Gates. Douze chefs d’inculpation sont retenus, dont les plus importants sont l’évasion fiscale, le blanchiment d’argent et le fait d’avoir agi en tant qu’agent non enregistré du gouvernement ukrainien. Les faits reprochés remontent à plusieurs années,,.
Le 7 mars 2019, le juge T. S. Ellis le condamne à une peine de 47 mois de prison pour des faits de crimes financiers révélés au cours de l'enquête de Robert Mueller sur le rôle de la Russie durant l'élection présidentielle américaine de 2016. Cette peine résulte d'une condamnation d'août 2018 par jury populaire au titre de cinq chefs d'inculpation de nature fiscale, deux liés à la fraude bancaire et un lié à la non déclaration d'un compte bancaire étranger,. Le jour de l'annonce de la peine, le juge indique que la présence de Manafort « devant cette cour est sans relation avec de quelconques accusations qu'il ait directement ou indirectement participé à une collusion avec le gouvernement russe pour influencer l'élection de 2016 ».
Le 13 mars 2019, Paul Manafort est inculpé pour fraude.